# Zurückweisung einer Willenserklärung wegen Nichtvorlage einer Vollmachtsurkunde
Die Zurückweisung einer Willenserklärung wegen Nichtvorlage einer Vollmachtsurkunde ist im deutschen Zivilrecht in § 174 BGB geregelt. Sie ist zu unterscheiden von einer Zurückweisung einer Willenserklärung wegen Fehlen der Vertretungsmacht nach § 180 Satz 2 BGB.
Nach § 180 Satz 1 BGB ist eine Vertretung ohne Vertretungsmacht unzulässig. Daraus zieht § 174 BGB die Konsequenz, dass im Fall einer einseitigen empfangsbedürftigen Willenserklärung ein Bevollmächtigter eine Vollmachtsurkunde vorlegen muss. Die Willenserklärung ist unwirksam, wenn der Erklärungsempfänger die Willenserklärung deswegen unverzüglich zurückweist. Nach § 174 Satz 2 BGB ist die Zurückweisung ausgeschlossen, wenn der Vollmachtgeber den Erklärungsempfänger von der Bevollmächtigung in Kenntnis gesetzt hat.
Eine wirksame Zurückweisung nach § 174 Satz 1 BGB führt zur Unwirksamkeit der Willenserklärung. Dies auch dann, wenn eine Vertretungsmacht vorlag. Eine Heilung oder Genehmigung nach § 177 BGB ist nach der Zurückweisung nicht mehr möglich.

## Normzweck
§ 174 BGB soll der Unsicherheit entgegenwirken, ob ein einseitiges Rechtsgeschäft von einem Bevollmächtigten ausgeht und den Vertretenen bindet.
Beispielsweise kann „eine Vollmachtsüberschreitung, ein Vollmachtsmissbrauch oder überhaupt nur Zweifel am Bestehen einer Vollmacht vorliegen, so dass der Dritte durch das Zurückweisungsrecht geschützt werden muss. Der gesetzlich geforderte Nachweis der Vollmacht erschwert dabei den Geschäftsverkehr nicht unnötig.“
Normzweck des § 174 BGB ist es nicht, den Erklärungsempfänger vor sämtlichen Unsicherheiten im Zusammenhang mit Vertretungsfragen zu schützen. Es geht allein um die Ungewissheit, ob eine bestimmte Person bevollmächtigt ist, das Rechtsgeschäft vorzunehmen. Ob eine Erklärung einer Person zugeordnet werden kann, ist keine Frage der Vertretungsmacht und ihrer Dokumentation.

## Anwendungsbereich

### Sachlicher Anwendungsbereich

#### Einseitiges Rechtsgeschäft
§ 174 BGB ist unmittelbar auf einseitige Rechtsgeschäfte anwendbar. Einseitig ist ein Rechtsgeschäft, das nicht auf eine andere Willenserklärung bezogen ist. Dies sind z. B. die Kündigungserklärung und die Anfechtungserklärung.

#### Geschäftsähnliche Handlung
§ 174 BGB wird entsprechend auf geschäftsähnliche Handlungen, aber nicht auf alle, angewendet.
Bejaht wird eine Anwendbarkeit des § 174 BGB auf folgende geschäftsähnliche Handlungen:
- Mahnung nach § 286 Abs. 1 BGB
- Mängelrüge nach § 377 Abs. 1 HGB

Verneint wird die Anwendbarkeit für:
- die Anhörung des Betriebsrats nach § 102 BetrVG[5]
- die Geltendmachung bei einer tariflichen Ausschlussfrist[6] und ebenso wohl bei der Geltendmachung bei einer vertraglichen Ausschlussfrist.[7]

Umstritten ist
- die Anwendbarkeit auf ein Mieterhöhungsverlangen nach §§ 558, 558 a BGB.[8]

### Vollmacht
§ 174 BGB setzt eine Vollmacht, d. h. eine rechtsgeschäftlich erteilte Vertretungsmacht, voraus. § 174 BGB gilt nicht im Fall einer gesetzlichen oder organschaftlichen Vertretungsmacht.
Die Organe einer juristischen Person (Beispiel: Geschäftsführer einer GmbH) bedürfen grundsätzlich keiner Vollmachtsurkunde. Ihr Handeln gilt als Handeln der juristischen Person selbst.
§ 174 BGB wird analog angewandt auf die Fälle, dass ein Gesamtvertreter alleinvertretungsbefugt ist:
- Gesamtvertreter mit Ermächtigung zur Alleinvertretung:

In dem Fall, dass „eine organschaftliche Gesamtvertretungsmacht im Wege der Ermächtigung eines einzelnen Organmitgliedes durch die zusammen mit ihm gesamtvertretungsbefugten Organmitglieder zu einer organschaftlichen Alleinvertretungsmacht erweitert wird, ist die analoge Anwendung des § 174 BGB anerkannt“.
Beispiel: Mietvertrag des M mit der A-OHG. Gesellschafter sind A und B. Nach dem Gesellschaftsvertrag besteht Gesamtvertretung. A ermächtigt B zur Alleinvertretung. B unterschreibt das Mieterhöhungsverlangen gegenüber M allein. M weist das mangels Vorlage der Vollmachtsurkunde nach § 174 BGB zurück. Zu Recht.
- alleinvertretungsberechtigter GbR-Gesellschafter:

Der Bundesgerichtshof hat „ein Zurückweisungsrecht nach § 174 Satz 1 BGB bejaht, wenn ein alleinvertretungsberechtigter Gesellschafter einer Gesellschaft des bürgerlichen Rechts eine einseitige empfangsbedürftige Willenserklärung abgibt und ihr weder eine Vollmacht der anderen Gesellschafter, noch den Gesellschaftsvertrag, noch eine Erklärung der anderen Gesellschafter beifügt, aus der sich die Befugnis des handelnden Gesellschafters zur alleinigen Vertretung der Gesellschaft ergibt.“
Bei der anwaltlichen Prozessvollmacht ist zwischen der gesetzlichen nach § 81 ZPO und einer weitergehenden rechtsgeschäftlichen Prozessvollmacht zu unterscheiden:
- Die gesetzliche Prozessvollmacht nach § 81 ZPO ermächtigt den Prozessbevollmächtigten des Arbeitgebers zum Ausspruch einer Arbeitgeberkündigung nicht schon dann, wenn streitgegenständlich nur ein punktueller Kündigungsschutzantrag nach § 4 Satz 1 KSchG ist, jedoch dann, wenn der Arbeitnehmer einen allgemeinen Feststellungsantrag gestellt hat.[13] Eine andere Frage ist, ob der Arbeitnehmer durch die ihm vorgelegte Prozessvollmachtsurkunde des Arbeitgeberanwalts über etwaige weitergehende Kündigungsbefugnisse im Sinne des § 174 Satz 2 BGB in Kenntnis gesetzt wurde.[14]

## Voraussetzungen

### Nichtvorlegen einer Vollmachtsurkunde im Original
§ 174 Satz 1 BGB greift, wenn die Vollmachtsurkunde nicht im Original vorgelegt wird. D.h. es muss die Urschrift (nicht: bloße Abschrift, Kopie) mit der Originalunterschrift vorgelegt werden.
Nicht ausreichend ist:
- die Vorlage per Telefax[15]
- eine durch E-Mail übermittelte Vollmacht[16]

### Wirksame Zurückweisung
Eine Zurückweisung ist nur dann wirksam, wenn sie
(1) als Zurückweisung erkennbar ist,
(2) erkennbar wegen der Nichtvorlage der Vollmachtsurkunde
(3) gegenüber dem richtigen Erklärungsgegner und
(4) unverzüglich i. S. d. § 121 BGB erklärt wurde und
(5) nicht ihrerseits nach § 174 BGB wirksam zurückgewiesen ist.
(2) In der Praxis ist häufig nicht hinreichend deutlich, ob nur eine Zurückweisung nach § 180 BGB oder auch eine nach § 174 BGB erfolgt. Beides ist zusammen möglich. Es muss nur erkennbar sein, was gerügt wird. Eine Zurückweisung wegen mangelnder Vertretungsmacht (§ 180 BGB) ist nicht automatisch eine Zurückweisung wegen mangelnder Vollmachtsurkunde (§ 174 BGB).
(4) Die Zurückweisung muss unverzüglich erfolgen. „Unverzüglich“ ist in § 121 Abs. 1 Satz 1 BGB gesetzlich definiert und bedeutet „ohne schuldhaftes Zögern“. Dies ist eine Einzelfallfrage. In der Praxis haben sich zumeist in den einzelnen Rechtsbereichen Richtwerte eingespielt, von denen abgewichen werden kann, wenn im Einzelfall besondere Umstände vorliegen.
- Im Arbeitsrecht ist die Zurückweisung einer Kündigung wegen Nichtvorlage einer Vertretungsmachtsurkunde in der Regel nicht mehr „unverzüglich“, wenn dies nicht innerhalb einer Woche geschieht – es sei denn, es liegen besondere Umstände vor.[17]

(5) Die Erklärung einer Zurückweisung nach § 174 BGB, der keine Originalvollmacht beiliegt, kann ihrerseits nach § 174 BGB zurückgewiesen werden.

### Keine anderweitige Mitteilung (§ 174 Satz 2 BGB)

#### Allgemein
Eine wirksame Zurückweisung ist ausgeschlossen, „wenn der Vollmachtgeber den anderen von der Bevollmächtigung in Kenntnis gesetzt hatte“ (§ 174 Satz 2 BGB).
Die Inkenntnissetzung muss durch den zu Vertretenen erfolgen. Eine zufällige anderweitige Kenntniserlangung durch Dritte ist nicht ausreichend. Sie ist auch stillschweigend („konkludent“) möglich.
„Das Inkenntnissetzen nach § 174 Satz 2 BGB muss […] ein gleichwertiger Ersatz für die fehlende Vorlage der Vollmachtsurkunde sein“. Den Erklärungsempfänger trifft keine Nachforschungspflicht Ausreichend ist aber etwa, dass ein Arbeitnehmer aufgefordert wird,
„sich über die Organisationsstruktur aus den ihm übergebenen Unterlagen oder dem ihm zugänglichen Intranet zu informieren, sofern sich aus diesen Quellen ergibt, wer die mit der Vertretungsmacht verbundene Funktion konkret bekleidet“.
„Wird der Vertreter in eine Stellung berufen, die üblicherweise mit einer entsprechenden Vollmacht ausgestattet ist, steht dies […] einer Mitteilung der Bevollmächtigung gleich“.

#### Arbeitsrecht
Im Arbeitsleben ist dies zum Beispiel dadurch möglich, dass „der Arbeitgeber bestimmte Mitarbeiter – z. B. durch die Bestellung zum Prokuristen, Generalbevollmächtigten oder Leiter der Personalabteilung – in eine Stelle berufen hat, mit der üblicherweise ein Kündigungsrecht verbunden ist. Dabei reicht die interne Übertragung einer solchen Funktion nicht aus. Erforderlich ist, dass sie auch nach außen im Betrieb ersichtlich ist oder eine sonstige Bekanntmachung erfolgt. Der Erklärungsempfänger muss davon in Kenntnis gesetzt werden, dass der Erklärende die Stellung tatsächlich innehat.“
- Prokurist:

Ist eine Prokura im Handelsregister eingetragen, ist sie damit ausreichend bekannt gemacht, wenn die Eintragung der Prokura vor mehr als 15 Tagen erfolgt ist (§ 15 Abs. 2 Satz 1 HGB).
- Personalleiter:

„Ist der Arbeitnehmer über die Person des Personalleiters hinreichend in Kenntnis gesetzt, muss er allein aus dessen Stellung folgern, dieser habe im Verhältnis zur Belegschaft alleinige Vertretungsmacht zum Ausspruch von Kündigungen“.
- Niederlassungsleiter:

Ob mit der Stellung als Niederlassungsleiter eine Kündigungsbefugnis erkennbar verbunden ist, ist eine Einzelfallfrage. Sie wurde verneint, wenn in einem Unternehmen die Personalabteilung bei einem Konzernunternehmen konzentriert ist und dem Niederlassungsleiter nur 23 Arbeitnehmer unterstehen. Sie wurde auch grundsätzlich bejaht „Ein Niederlassungsleiter ist grundsätzlich zum Ausspruch von Kündigungen berechtigt“, allerdings reiche die Funktionsbezeichnung „Contact Center Manager“ nicht aus.
- Personalsachbearbeiter:

Ein bloßer Personalsachbereiter wird in der Regel nicht als kündigungsbefugt anzusehen sein.

### Keine Treuwidrigkeit (§ 242 BGB)
Die Zurückweisung nach § 174 BGB kann nach § 242 BGB ausgeschlossen sein. Das betrifft Ausnahmefälle. Nach dem BGH ist eine Zurückweisung nach „§ 242 BGB unzulässig, wenn der Kündigungsempfänger den Vertreter in der bestehenden Geschäftsverbindung auch ohne Vorlage der Vollmachtsurkunde bereits wiederholt als solchen anerkannt hat, solange kein begründeter Zweifel am Bestehen der Vollmacht aufgetreten ist“.
Ob es darüber hinaus Fälle des § 242 BGB gibt, erscheint „ungeklärt“.

## Rechtsfolgen
- Folge einer wirksamen Zurückweisung iSd. § 174 Satz 1 BGB ist – unabhängig vom Bestehen der Vollmacht – die Unwirksamkeit des Rechtsgeschäfts; eine Heilung oder Genehmigung nach § 177 BGB scheidet aus.[36] Das Rechtsgeschäft muss also noch einmal vorgenommen werden, so dass möglicherweise eine Ausschlussfrist (zum Beispiel: § 626 Abs. 2 BGB) nicht mehr gewahrt werden kann.
- Wenn ein Rechtsgeschäft nicht oder nicht rechtzeitig zurückgewiesen wurde, ist es vorbehaltlich anderer Mängel rechtswirksam. Insbesondere kommt eine Unwirksamkeit nach § 180 Satz 1 BGB in Betracht.

## Darlegungs- und Beweislast
Wer sich auf die Unwirksamkeit nach § 174 BGB beruft, hat die rechtzeitige Zurückweisung zu beweisen. Wer sich auf die Wirksamkeit trotz einer rechtzeitigen Zurückweisung beruft, hat die Vorlage einer Vollmachtsurkunde oder eine anderweitige Inkenntnissetzung oder ein treuwidriges Verhalten des Dritten zu beweisen.

## Einzelfragen

### Öffentlicher Dienst
§ 174 BGB kommt auch gegenüber öffentlich-rechtlichen Arbeitgebern zur Anwendung.

### Unleserliche Unterschrift
„War der Arbeitnehmer gem. § 174 Satz 2 BGB von der Bevollmächtigung in Kenntnis gesetzt, ist die Zurückweisung der Kündigung nach § 174 Satz 1 BGB nicht schon allein deshalb möglich, weil der Vertreter unleserlich unterschrieben hat und der Name auch nicht sonst in dem Kündigungsschreiben genannt ist.“